# Президентские выборы в Сирии (2007)
Президентские выборы в Сирии (2007) – безальтернативные выборы, прошедшие 27 мая 2007 года. 10 мая 2007 года Народный совет Сирии проголосовал за предложение Башару Асаду занять президентскую должность во второй раз.

## Правила проведения выборов
В соответствии с конституцией Сирийской Арабской республики Партия арабского социалистического возрождения (БААС) является лидером сирийского государства и общества, и президент Сирии также традиционно является членом этой партии. Национальный прогрессивный фронт, политическая коалиция под руководством БААС, назначает кандидата на должность президента в Народный совет. Кандидат в президенты страны сперва должен заручиться поддержкой двух третей членов Народного совета, и потом его кандидатура выставляется на общенародное голосование, по результатам которого кандидат должен получить поддержку по крайней мере 50% голосующих. Выборы президента САР проходят каждые семь лет.

## Победа Башара Асада
На момент майских выборов 2007 года Башар Асад, являвшийся 16-м президентом Сирии, возглавлял страну 7 лет. Выборы 2007 года состоялись на безальтернативной основе. В мае по итогам всенародного голосования он, как и на своих первых выборах в 2000 году, вновь одержал убедительную победу. По сообщению сирийского министерства внутренних дел, его поддержало почти 97% населения страны, и Башар Асад стал главой Сирии до 2014 года. Глава МВД САР Бассам Абдель Маджид отметил, что «этот внушительный результат является свидетельством политической зрелости Сирии и блеска нашей демократии», в то время как его министерство определило поддержку народа Сирии, оказанную Асаду, как колоссальную .

## Результаты
| Выборы                                                               | Голоса     | %    |
| -------------------------------------------------------------------- | ---------- | ---- |
| Башар Асад                                                           | 11 199 445 | 99,8 |
| Против                                                               | 19 653     | 0,2  |
| Недействительный/пустой бюллетень                                    | 253 059    | –    |
| Всего                                                                | 11 472 157 | 100  |
| Число зарегистрированных избирателей                                 | 11 967 611 | –    |
| Источник: IFES Архивная копия от 30 сентября 2016 на Wayback Machine |            |      |